# Les Châtelets
Les Châtelets é uma comuna francesa na região administrativa do Centro, no departamento Eure-et-Loir. Estende-se por uma área de 10,09 km². Em 2010 a comuna tinha 105 habitantes (densidade: 10,4 hab./km²).